# International Journal of Speleology
L'International Journal of Speleology (IJS) è una rivista di speleologia, dal 1978 la rivista ufficiale della Union International de Spéléologie (UIS) e viene pubblicata dal 1981 dalla Società Speleologica Italiana (SSI).
Quando fu fondato, nel 1964, IJS era suddiviso in quattro sezioni: Botany-Microbiology, Zoology, Geology-Geomorphology e Abstract-News. Dopo la prima uscita, edita da G. Claus (USA), si unirono altri due editori: R. Husson (Francia) and G. Nicholas (USA). Verlag von J. Kramer (Germania) stampò i primi due volumi; successivamente fu pubblicato da Swets & Zeitlinger N.V. (Paesi Bassi).
Dal 1972 R. Husson divenne redattore capo con Br. G. Nicholas, col nome Book & News Editor e nove volumi furono pubblicati nel periodo tra il 1964 e il 1977, quando il costo molto elevato della stampa richiese un cambiamento radicale.
Nel 1978 IJS divenne il giornale ufficiale dell'Union International de Spéléologie e fu pubblicato in Italia, dove i costi di stampa erano più economici. R. Husson (Biospeleology), A.A. Cigna (Physical Speleology) e Br. G. Nicholas (Book & News) formavano lo staff editoriale.
Nel 1981 V. Sbordoni (Italia) divenne redattore capo dello stesso staff editoriale, che più tardi incluse anche F. Cucchi (Italia). Contemporaneamente la Società Speleologica Italiana acquisì la proprietà della rivista, che venne stampata con il contributo del Ministero Italiano per la Cultura e l'Ambiente, il Consiglio Nazionale delle Ricerche e l'Università di Trieste.
Nella seconda metà degli anni '90 anche il Museo di Speleologia "V. Rivera" contribuì al supporto finanziario del giornale e E. Burri (Italia) succedette a F. Cucchi come redattore per Physical Speleology. Le uscite della rivista vennero alternativamente dedicate alla biospeleologia e alla speleologia fisica fino al 1998, quando si convenne di dividere IJS in due diverse serie: "A" per Biospeleology e "B" per Physical Speleology.
In aggiunta alle uscite regolari del giornale, nel 1996 venne stampato il Manual for karst water analysis (Manuale per l'analisi delle acque carsiche) di W.E. Krawczyk. Altri manuali concernenti speciali argomenti furono pubblicati a seguire.
Dal 2003 la Sezione Biospeleologica del giornale non è più stata pubblicata, per conciliarsi con le preferenze espresse dai lettori. Tuttavia IJS è sempre aperto a qualunque contributo concernente la speleologia in generale, inclusa la biospeleologia.